# 叠氮化铋
叠氮化铋是一种无机化合物，化学式为Bi(N3)3，对撞击和摩擦敏感。它最早由Thomas M. Klapötke和Axel Schulz于1997年通过碘化铋和叠氮化银在乙腈中的反应制得并由红外表征，产物无法和同时生成的碘化银分离。2010年，Alexander Villinger和Axel Schulz通过三氟化铋和三甲基叠氮硅烷的反应制得了纯净的叠氮化铋。它的多种溶剂合物是已知的。